# Rock australien
Le rock australien désigne le rock interprété par des groupes et artistes australiens.

## Histoire
Le rock a été présent en Australie dès les années 1950-1960. Les premières formations furent The Easybeats. Dans les années 1970, le groupe de hard rock AC/DC deviendra célèbre dans le monde entier et demeure encore aujourd'hui le plus grand groupe australien. L'Australie connaîtra le punk à la fin des années 1970 avec des groupes comme The Saints et Radio Birdman. Les années 1980 assisteront au développement du post-punk avec Nick Cave et INXS. L'Australie verra le grunge dans les années 1990 avec Silverchair et le Bluegrass avec The John Butler Trio. Dernièrement, on peut entendre des groupes comme The Vines et Wolfmother, et citons également le groupe de post-rock This Is Your Captain Speaking, bien que bénéficiant d'une notoriété plus limitée.

## Artistes et groupes

### Années 1960
- Axiom
- Bee Gees
- The Easybeats
- The Loved Ones
- The Masters Apprentices
- The Missing Links
- Tamam Shud
- The Twilights

### Années 1970
- AC/DC
- The Angels (Angel City pour l'Europe)
- Ariel
- Cold Chisel
- Daddy Cool
- The Go-Betweens
- Little River Band
- Mental As Anything
- Midnight Oil
- Radio Birdman
- The Saints
- Sherbet
- Skyhooks
- Rose Tattoo
- Rowland S. Howard

### Années 1980
- Beasts of Bourbon
- Big Pig
- Nick Cave
- The Church
- The Cruel Sea
- Flash and the Pan
- Hoodoo Gurus
- INXS
- Paul Kelly
- Lime spiders
- Men at Work
- Midnight Oil
- New Christs
- GANGgajang
- Noiseworks
- The Reels (en)
- The Call
- Johnny Diesel
- Hunters & Collectors
- Jimmy Barnes
- The Apartments

### Années 1990
- Bodyjar
- Baby Animals
- Frente
- George
- Silverchair
- The John Butler Trio
- Killing Heidi
- Powderfinger
- Regurgitator
- Underground Lovers
- You Am I
- Youth Group
- Flea

### Années 2000
- Grinspoon
- Jet
- The Vines
- Wolfmother
- The Veronicas
- Airbourne
- The Sleepy Jackson
- The whitlams
- Closure In Moscow
- Angus and Julia Stone
- Little red
- Tracer
- Electric Mary
- Tame Impala
- Pond
- The Casanovas
- 5 seconds of summer
- The Temper Trap
- TOFOG
- Skegss
- Dune Rats
- Hand of Mercy
- Violent Soho
- The Grates

### Années 2010
- Amyl and the sniffers
- Courtney Barnett
- Phoebe Killdeer
- King Gizzard & The Lizard Wizard

## Rock aborigène
Certains groupes constitués d'Aborigènes jouent un rock proche de la musique du monde mélangeant guitares électriques et Didgeridoo.

### Principaux groupes
- Fitzroy Xpress
- No Fixed Address
- Warumpi Band
- Yothu Yindi
- Xavier Rudd